# Enicosanthum grandiflorum
Enicosanthum grandiflorum är en kirimojaväxtart som först beskrevs av Odoardo Beccari, och fick sitt nu gällande namn av Airy Shaw. Enicosanthum grandiflorum ingår i släktet Enicosanthum och familjen kirimojaväxter. Inga underarter finns listade i Catalogue of Life.